# El Palmar
El Palmar è un comune del Guatemala facente parte del dipartimento di Quetzaltenango.
La località viene anche chiamata "El Nuevo Palmar" per distinguerla dall'originaria "El Palmar" (oggi chiamata "El Viejo Palmar") che dovette essere interamente evacuata in quanto più volte colpita dagli effetti delle eruzioni del vicino vulcano Santiaguito. Alcune persone che ancora lo abitavano, sono state costrette ad abbandonare il vecchio nucleo dopo le ultime rovinose eruzioni della fine degli anni novanta.